# Заславская, Татьяна Ивановна
Татья́на Ива́новна Засла́вская (урождённая Карпова; 9 апреля 1927, Киев — 23 августа 2013, Москва) — советский и российский социолог и экономист. Академик Российской академии наук (АН СССР: 1981, член-корреспондент 1968), ВАСХНИЛ (1988), Академии Европы, доктор экономических наук (1965), профессор (1976).
Президент Советской социологической ассоциации (1986—1991). Директор ВЦИОМ (1988—1992). Народный депутат СССР (1989—1991). Сопрезидент Междисциплинарного академического центра социальных наук (1993—2013).
Видный представитель советского поколения шестидесятников. Её также указывают в числе «прорабов перестройки».

## Биография
Отец, Иван Васильевич Карпов (1893—1965), происхождением из крестьян, впоследствии профессор МПИИЯ. Мать, Татьяна Георгиевна Карпова (в девичестве де-Метц, 1895—1941), из семьи профессора физики Киевского университета Г. Г. де Метца, потомственного дворянина с 1913 года и Сарры Карловны Крафт (1863—1941, сестры вице-адмирала Е. К. Крафта); погибла 21 июля 1941 года во время первой бомбёжки Москвы. Сестра лингвиста М. И. Черемисиной. Родители-атеисты не разрешили бабушке покрестить сестёр, о чём те всегда сожалели и впоследствии, в июле 1988 года, крестились в православном Пюхтицком монастыре в Эстонии.
До пятилетнего возраста Татьяны семья жила в Киеве, а затем переехала в Москву. Начало войны застало Татьяну в гостях у родителей матери в Киеве, затем она находилась в эвакуации в Ташкенте. Летом 1942 года с сестрой они вернулись в Москву, где Татьяна экстерном окончила среднюю школу с отличием.
Какие цели ставила я перед собой, переходя с физфака на экономфак и избирая тем самым новый, более привлекательный жизненный путь? Главным, что руководило мною, был интерес к человеческой жизни и управляющим ею законам. Я была ошарашена и ослеплена «Капиталом», величием и последовательностью Марксовой мысли, находящей порядок и внутренние законы там, где непосредственно виден хаос.
В 1943 году в 16 лет поступила на физический факультет МГУ, однако, закончив три курса, в 1946 году перешла на второй курс экономического факультета, который и окончила с отличием в 1950 году.
В 1950—1963 годах работала в Институте экономики АН СССР младшим научным сотрудником в секторе аграрных проблем, параллельно окончила аспирантуру и в 1956 году защитила кандидатскую диссертацию по теме: «Трудодень и принцип материальной заинтересованности в колхозах» (научный руководитель В. Г. Венжер).
Осенью 1952 года вышла замуж за Михаила Заславского и сменила фамилию.

### В Новосибирске
В 1963 году по приглашению А. Г. Аганбегяна 35-летняя Заславская переехала в Новосибирский Академгородок работать в Институте экономики и организации промышленного производства (ИЭ и ОПП) Сибирского отделения Академии наук СССР, где в 1967 году возглавила отдел социальных проблем. Под её руководством этот отдел со временем стал одним из ведущих социологических коллективов страны и получил широкую известность среди учёных за рубежом. В 1965 году защитила докторскую диссертацию по теме: «Экономические проблемы распределения по труду в колхозах».
Основатель Новосибирской экономико-социологической школы (1970—1985)
Созданная Т. И. Заславской Новосибирская экономико-социологическая школа (НЭСШ) признана одним из влиятельных течений в российской общественной науке 1960—90-х годов, оказавшим существенное воздействие на развитие социологии в советский период и, в частности, на институционализацию экономической социологии как самостоятельной научной дисциплины. В это время НЭСШ становится общепризнанной «родиной» отечественной экономической социологии, а возникновение и функционирование этой школы признано важной вехой в развитии российской социологической мысли. Уже к началу нового века школа объединила несколько поколений учёных, проживающих в Новосибирске, Москве, Барнауле и др.
Будучи одним из всего 11-ти академиков-экономистов и получая от государства высокую зарплату, я считаю себя персонально ответственной перед народом за состояние экономики и общества.
«Новосибирский манифест»
В апреле 1983 года Т. И. Заславская подготовила доклад «О совершенствовании социалистических производственных отношений и задачах экономической социологии», который сразу вызвал отторжение цензурой. Печатать его открыто запретили, но директор института академик А. Г. Аганбегян решился под свою ответственность разослать этот доклад под грифом «для служебного пользования» в 10 ведущих академических институтов, а затем распечатать его в 100 экземплярах. Конференцией, собравшей ведущих экономистов и социологов, доклад был оценен как принципиальный прорыв в науке, вызвал бурные и интересные прения. В связи с недостаточным тиражом (100 экземпляров) некоторые участники даже переписывали его от руки. Вскоре как все номерные экземпляры, так и подготовительные материалы автора были изъяты КГБ. Тем не менее, уже в августе доклад, попавший в США и ФРГ без обложки, был опубликован под названием «Новосибирский манифест». Запад воспринял его как первую ласточку, возвещавшую о начинавшейся в СССР «весне» и стал передавать на СССР его текст по своим радиостанциям. В России же этот документ был опубликован только в начале 1990-х. Как вспоминала уже в 2000-х сама Заславская: «Получалось, что я, совсем того не желая, „сыграла против своих“. Ведь, несмотря на критическое отношение к социальным институтам советского общества, я была абсолютно лояльна к социалистическому строю, считала необходимым и возможным его совершенствование и вовсе не думала о его сломе или подрыве».

### Вновь в Москве
В 1987 году Заславская была назначена директором-организатором Всесоюзного центра изучения общественного мнения (ВЦИОМ) и возвратилась в Москву.
В 1989 году была избрана от Советской социологической ассоциации народным депутатом СССР, работала в комиссии по труду, ценам и социальным вопросам, была активным членом оппозиционной межрегиональной депутатской группы, работала с Сахаровым и Ельциным. В 1991 году вместе со всеми работниками ВЦИОМ вышла из рядов КПСС, в которой состояла с 1954 года. В 1991—1992 годах член Высшего консультативно-координационного Совета при президенте России Ельцине, но в связи с неудовлетворенностью его деятельностью по собственному желанию вышла из Совета.
В 1992 году, когда ВЦИОМ устойчиво заработал, она вернулась к исследовательской работе, став сопрезидентом Междисциплинарного академического центра социальных наук (Интерцентра), организованного английским профессором Теодором Шаниным при помощи Джорджа Сороса. После ухода из ВЦИОМ близкой ей команды Юрия Левады и организации самостоятельного Левада-Центра она была избрана его почётным президентом (с 2010 года — председателем правления) и председателем редакционного совета журнала «Вестник общественного мнения».
С 1993 по 2004 год — профессор, заведующая кафедрой методологии общественных наук Московской высшей школы социальных и экономических наук (МВШСЭН), а также сопрезидент Междисциплинарного центра социальных и экономических наук (Интерцентра), организованного Т. Шаниным при помощи Дж. Сороса, А. Г. Аганбегяна и др. Важным направлением деятельности Интерцентра являлось проведение (с 1993) ежегодных сессий международного симпозиума «Куда идет Россия?..», постоянным Президентом которого до 2003 года была Т. И. Заславская. Член Совета Российского гуманитарного научного фонда (с 1997), с 2001 года входила в состав редколлегии журнала «Общественные науки и современность».
С 2006 года — декан факультета РАНХиГС при президенте РФ. Член учредительного совета газеты «Московские новости».

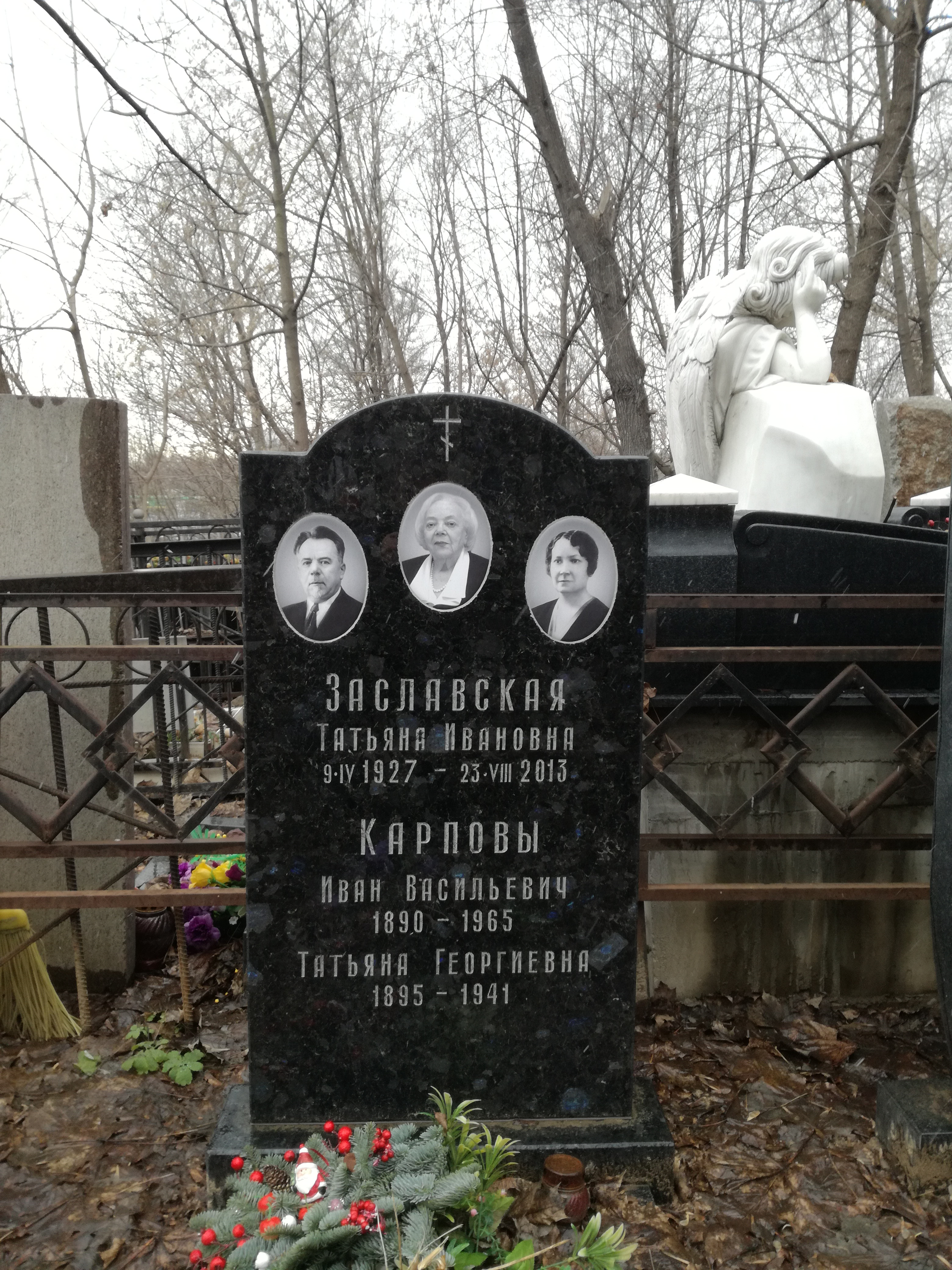
Могила Заславской на Даниловском кладбище

Похоронена на Даниловском кладбище (37 уч.).
Вопреки распространённому мнению, Т. И. Заславская не являлась инициатором ликвидации «неперспективных деревень».

## Высказывания
- Из интервью середины 2000-х годов: «Я не представляю своей жизни вне России. Мне всегда было не очень уютно за границей, я стремилась домой и свободно вздыхала только здесь»[10].

## Звания
В 1968 году была избрана членом-корреспондентом по Отделению экономики и Сибирскому отделению Академии наук, а в 1981 году действительным членом Академии наук СССР по секции экономики. Звание академика в то время в СССР имели всего пять женщин. В 1988 году избрана членом Польской академии и академиком ВАСХНИЛ.
- Член Европейской социологической ассоциации (1987)
- Почётный член Польской Академии наук (1990)
- Член Академии Европы[25]
- Почётный член Академии Европейского Средиземноморья (1993)
- Член Международного института социологии
- почётный профессор Харьковского университета (2004)
- Почётный член Национальной Ассамблеи специалистов в области труда и социальной политики (НАСТиС)

## Награды
- Орден «Знак Почёта» (1972)
- Орден Трудового Красного Знамени (1975)
- Орден Дружбы народов (1981)
- Орден Октябрьской революции (1987)
- Премия имени Карпинского (Фонд Тёпфера, Гамбург, ФРГ, 1988)[1]
- Медаль и Премия Демидовского фонда (2000, Екатеринбург)
- Медаль Международного Академического Рейтинга «Золотая фортуна» «Честь, Слава, Труд» (2006)
- Национальная Премия Фонда общественного признания достижений женщин «Олимпия», (2007)[26]
- Серебряная медаль им. Питирима Сорокина (2008)[1].
- почетный доктор Джорджтаунского и Пенсильванского университетов, Оберлинского колледжа, Хельсинкского университета (1993)

## Труды
Автор более 400 работ.
- Принцип материальной заинтересованности и оплата труда в колхозах. — М.: Госпланиздат, 1958, — 164 с., 22 000 экз.
- Современная экономика колхозов. — М.: Изд-во АН СССР, 1960. — 116 с. — 25 000 экз.
- Распределение по труду в колхозах. — М.: Экономика, 1966. — 342 с. — 10 000 экз.
- Эквивалентнось обмена, общественная оценка и оплата труда в сельском хозяйстве. — М.: Изд-во МГУ, 1966.
- Распознавание образов в социальных исследованиях (в соавторстве с Н. Г. Загоруйко). — 1968.
- Методика выборочного обследования миграции сельского населения. — Новосибирск: Наука, 1969.
- Миграция сельского населения (руководитель коллектива, автор, редактор). — М.: Мысль, 1970.
- Комплексная программа исследования перспектив социально-демографического развития деревни. — СО АН, ИЭиОПП, д.с.п., 1974.
- Методологические проблемы социологического исследования мобильности трудовых ресурсов (редактор, автор). — 1974.
- Развитие сельских поселений: Лингвистический метод типологического анализа социальных объектов (руководитель коллектива, автор, редактор). — М.: Мысль,1977
- Методологические проблемы системного изучения деревни (руководитель коллектива, автор, редактор). — Новосибирск: Наука, 1977.
- Социально-демографическое развитие сибирского села: Региональный анализ (руководитель коллектива, автор, редактор). — 1980.
- Методология и методика системного изучения советской деревни (руководитель коллектива, автор, редактор). — 1980.
- Социально-экономическое развитие западно-сибирского села (руководитель коллектива, автор, редактор). — 1987.
- A estrategia social da perestroika, Rio de Janeiro, перевод на португальский Paulo Dezerra, 1988.
- A voice of Reforms. Essays By Tatiana I. Zaslavskaya edited with an introduction by Murrey Yanowitch. M.E. Sharpe, Armonk, New-York — London, England, 1989.
- The Second Socialist Revolution. An Alternative Soviet Strategy, Foreword by Teodor Shanin. I. Tauri, London, 1990.
- Социология экономической жизни: очерки теории (в соавторстве с Р. В. Рывкиной). — Новосибирск: Наука, 1991.
- Российское общество на социальном изломе: взгляд изнутри. — М., 1997.
- Социальная траектория реформируемой России: Исследования Новосибирской экономико-социологической школы (руководитель коллектива, автор, редактор). — М.: Дело, 1999.
- Социетальная трансформация российского общества: Деятельностно-структурная концепция. — М.: Дело, 2002.
- Современное российское общество. Социальный механизм трансформации. — М.: Дело, 2004.
- Избранные произведения. В 3 т. — М.: Экономика, 2007:
  - Т. 1. Социальная экономика и экономическая социология;
  - Т. 2. Трансформационный процесс в России. В поисках новой методологии;
  - Т. 3. Моя жизнь. Воспоминания и размышления.

## Семья
Дочери: Елена Михайловна (1953—2008), Оксана Михайловна (род. 1954).